# Да Силва, Мауро Винисиус
Мауро Винисиус Иларио Лоуренсо да Силва (порт.-браз. Mauro Vinícius Hilário Lourenço da Silva; род. 26 декабря 1986 года; Президенти-Пруденти, Бразилия) — бразильский легкоатлет, который специализируется в прыжках в длину, двукратный чемпион мира в помещении (2012 и 2014), чемпион Южной Америки 2013 года. 
На Олимпийских играх 2008 года занял 14-е место в квалификации с результатом 7,75 м и не смог выйти в финал. На Олимпийских играх 2012 года занял 7-е место. На чемпионате мира 2013 года в Москве занял 5-е место, показав результат 8,24 м.
Личный рекорд в прыжках в длину — 8,31 м (2013).